# Fredi Bobič
Fredi Bobič (Maribor, 30 de outubro de 1971) é um ex-futebolista esloveno, e de parcial origem croata, que naturalizou-se como alemão.
Foi artilheiro da Bundesliga de 1995-96 (com o Stuttgart) e, na sequência, integrante da seleção alemã vencedora da Eurocopa 1996.

## Carreira de jogador
Filho de pai esloveno e mãe croata, mudou-se ainda bebê com os pais para a então Alemanha Ocidental. Iniciou a carreira juvenil em 1979, com o VfR Bad Cannstatt. Começou na equipa juvenil do VfB Stuttgart, mas debutou profissionalmente em 1992, no Stuttgarter Kickers. Voltou em 1994 para o rival mais famoso do clube, o VfB Stuttgart. Ali, integrou trio celebrado com Krasimir Balakov e Élber, em entrosamento que renderia também amizade fora dos campos.
Ao fim da temporada 1995-97, ele e Élber haviam composto a melhor dupla ofensiva da Bundesliga, somando 33 gols. Artilheiro do torneio, com 17 gols, Bobič,que já havia jogado duas vezes pela Seleção Alemã, mas como reserva de poucos minutos, acabou convocado à campanha campeã na Eurocopa 1996. Porém, prejudicado por uma lesão, não conseguiu o mesmo protagonismo de Jürgen Klinsmann e Oliver Bierhoff; foi titular em três partidas (uma delas, curiosamente, contra a Croácia, terra de sua mãe), registrando a assistência para Christian Ziege marcar o primeiro gol da campanha, mas não chegou a ser usado na semifinal e na decisão.
Já no clube, treinado por Joachim Löw, em seu primeiro grande trabalho como treinador, seu trio com Élber e Balakov viria a vencer a Copa da Alemanha de 1996-97. Ainda no Stuttgart, Bobič seguiu como destaque no elenco vice-campeão para o Chelsea na Recopa Europeia de 1997-98, sendo àquela altura o capitão do plantel - chegaria a aparecer no álbum da Panini para a Copa do Mundo FIFA de 1998, embora acabasse não convocado. Já na temporada 1998-99, seu clube precisou lutar contra o rebaixamento. Bobič marcou o gol que salvou os suábios na dramática rodada final da Bundes.
Foi para o Borussia Dortmund ainda em 1999 e ali permaneceu por três temporadas, sendo nas duas primeiras o artilheiro do elenco. Na terceira, a de 2001-02, a equipe venceria a Bundesliga, já com Amoroso como grande destaque do ataque: Bobič começou a temporada ainda no Dortmund, integrando a metade inicial da campanha campeã - pois, em janeiro de 2002, terminou emprestado à equipe inglesa do Bolton Wanderers.
No Bolton, Bobič foi visto como peça vital na salvação do clube contra o rebaixamento na Premier League de 2001-02, embora marcasse gols em somente dois jogos: um, em vitória de 3-2 sobre o Aston Villa e os demais três, especialmente recordados, por virem em duelo direto com o Ipswich Town - um hat trick em vitória por 4-1.  Na temporada seguinte, reforçou o  Hannover 96, com o qual brigou pela artilharia nas rodadas iniciais da Bundesliga, ajudando-o em campanha que vinha notável pelos pontos conquistados contra as equipes consideradas mais fortes. O bom desempenho lhe rendeu um retorno à seleção após quatro anos, embora já após a Copa do Mundo FIFA de 2002.
Já como jogador do Hertha Berlim, foi chamado pela seleção para a Eurocopa 2004, trajetória onde vinha conseguindo seu melhor momento em gols pela Mannschaft. Contudo, a precoce eliminação na fase de grupos da Euro encerrou seu ciclo na equipe nacional. Encerrou a carreira em 2006, no croata Rijeka, onde conquistou na sua única temporada no clube uma Copa da Croácia.

## Dirigente
Após parar de jogar, notabilizou-se como dirigente de sucesso em diferentes clubes alemães, trajetória iniciada na Bulgária sob recomendação do antigo colega Krasimir Balakov: após exercer o cargo no próprio Stuttgart, entre 2010 e 2014, foi tido como um dos grandes responsáveis da ascensão do Eintracht Frankfurt a partir da segunda metade da década de 2010. Soube gestar equipes competitivas mesmo com poucos gastos, a ponto de ser Bobič a pessoa considerada como principal reforço do Hertha Berlim em 2021. Chegou também a ser apontado pela imprensa como candidato a exercer o mesmo cargo na Seleção Alemã, após o fracasso alemão na Copa do Mundo FIFA de 2022.

## Títulos

### Individual
- Artilheria da Bundesliga: 1995-96

### Alemanha
- Eurocopa: 1996

### Stuttgart
- Copa da Alemanha: 1996-97

### Borussia Dortmund
- Bundesliga: 2001-02

### Rijeka
- Copa da Croácia: 2005-06